# Iodotropheus
Iodotropheus ist eine Gattung aus der Familie der Buntbarsche (Cichlidae), die im östlichen Afrika im Malawisee endemisch ist. Der Name bezieht sich auf die rostfarbenen Bereiche auf Kopf und Rücken der Typusexemplare (Gr.: „ios“ = rost + Tropheus (Buntbarschgattung)).

## Merkmale
Iodotropheus-Arten werden 6,5 bis 11 cm lang, Weibchen bleiben etwas kleiner. Sie ähneln der Gattung Pseudotropheus. Das Kopfprofil ist steil ansteigend, eine Hautfalte verbindet die Oberlippe mit der Oberseite der Schnauze. Ausgewachsene Fische besitzen eine äußere Zahnreihe großer, einspitziger Zähne. Die kleineren Zähne der inneren Zahnreihen sind zwei- bis dreispitzig. Die Kiemenreuse weist 7 bis 10 Stacheln auf der ersten Ceratobranchiale und 1 bis 3 auf der ersten Epibranchiale, der Knochenstütze des oberen Astes des ersten Kiemenbogens, auf. Alle Iodotropheus-Arten sind Maulbrüter. Ihre Eiflecke sind schwarz umrandet.
- Flossenformel: Dorsale XV–XVIII/8–10, Anale V/6–8

## Arten
Bisher sind drei Arten beschrieben worden.
- Iodotropheus declivitas Stauffer, 1994.
- Iodotropheus sprengerae Oliver & Loiselle, 1972.
- Iodotropheus stuartgranti Konings, 1990.